# Svartholshøe
De Svartholshøe is een berg behorende bij de gemeente Lom in de provincie Oppland in Noorwegen. De berg, gelegen in Nationaal park Jotunheimen, heeft een hoogte van 2067 meter.
De Svartholshøe is onderdeel van het gebergte Jotunheimen.